# Baoxu, Guangdong
Baoxu (kinesiska: 宝圩) är en köping i sydöstra Kina. Den ligger i Huazhou i staden Maoming i provinsen Guangdong, omkring 290 kilometer väster om provinshuvudstaden Guangzhou. Antalet invånare är 16 418. Befolkningen består av 7 992 kvinnor och 8 426 män. Barn under 15 år utgör 32 %, vuxna 15-64 år 55 %, och äldre över 65 år 11,0 %.